# João Emanuel Carneiro
João Emanuel Carneiro Silva (Rio de Janeiro, 17 de fevereiro de 1970) é um roteirista, escritor, diretor de cinema e autor de telenovelas brasileiro. É meio-irmão da atriz Cláudia Ohana e filho da escritora, antropóloga e crítica de arte Lélia Coelho Frota.

## Biografia
Filho da escritora e crítica de arte Lélia Coelho Frota e do artista plástico Arthur José Carneiro Silva, João Emanuel Carneiro nasceu na cidade do Rio de Janeiro, em 17 de fevereiro de 1970. JEC, como é conhecido, descobriu cedo sua vocação profissional. Aos quinze anos, fã de histórias em quadrinhos, colaborou com o cartunista Ziraldo escrevendo roteiros para as aventuras do Menino Maluquinho e do Pererê. É irmão da atriz Cláudia Ohana por parte de pai.
Formou-se em Letras na Pontifícia Universidade Católica do Rio de Janeiro.

## Carreira

### O começo
Começou a colaborar aos quatorze anos com o cartunista Ziraldo roteirizando histórias em quadrinhos.
Aos vinte e dois, ele foi premiado como roteirista do curta-metragem Zero a Zero e optou definitivamente por esta profissão. Além deste, ele também colaborou nos roteiros de filmes como Central do Brasil, O Primeiro Dia, Cronicamente Inviável, Orfeu, Deus é brasileiro e Castelo Rá-Tim-Bum. Na TV, foi colaborador de Maria Adelaide Amaral nas minisséries A Muralha (2000) e Os Maias (2001) e de Euclydes Marinho na novela Desejos de Mulher (2002).
A primeira novela como autor titular foi Da Cor do Pecado (2004), na qual contou com supervisão de texto do renomado novelista Sílvio de Abreu. Da Cor do Pecado foi um grande sucesso, a maior audiência entre as novelas das sete desde A Viagem, de Ivani Ribeiro, em (1994). O sucesso rendeu 43 pontos de média geral para a novela, audiência digna de novela das 21h.
Em 2006 escreveu Cobras & Lagartos, levada ao ar em substituição à fracassada Bang Bang, de Mário Prata. Teve a missão, bem-sucedida, de recuperar a audiência perdida para a concorrente TV Record, que ganhava com o sucesso Prova de Amor, de Tiago Santiago, ex-colaborador em textos de novelas globais. E conseguiu, a novela fechou com 39 pontos de média geral, sendo assim a segunda maior audiência do 19 horas deste século, perdendo apenas para Da Cor do Pecado, a novela que também é de sua autoria.
Em 2009 supervisionou sua primeira novela, Cama de Gato, de Duca Rachid e Thelma Guedes no horário das 18 horas.

### Horário nobre
Em 2008, escreveu a novela A Favorita, sua primeira novela das 21h, entrando no lugar de Benedito Ruy Barbosa. A Favorita teve 197 capítulos, acabando em 16 de janeiro de 2009, onde João Emanuel Carneiro conseguiu cativar o público com o sofrimento de Donatela (protagonista da novela, vivida por Cláudia Raia), e as maldades de Flora, antagonista vivida por Patrícia Pillar. Foi comparada com filme em uma das cenas, onde Flora mata Gonçalo, personagem de Mauro Mendonça. A novela terminou com 40 pontos de média, sendo mais um sucesso do autor.

### Consagração
Em 2012, escreveu Avenida Brasil, um sucesso que monopolizou o país com a implacável saga de Nina (Débora Falabella), uma jovem que arquiteta um plano de vingança contra sua ex-madrasta, Carmen Lúcia, a Carminha (Adriana Esteves), responsável pela morte de seu pai e por tê-la abandonado no lixão. Eleito no mesmo ano pela Revista Época um dos 100 brasileiros mais influentes do ano.

### Novelas posteriores
Após o fenômeno de Avenida Brasil, a volta de João Emanuel Carneiro ao horário nobre foi aguardada com muita ansiedade pelo público. Na época, corriam boatos de que sua nova obra se chamaria Favela Chique, protagonizada por Murílio Benício e Giovanna Antonelli. Tempos depois, o título da novela mudou para A Regra do Jogo e Alexandre Nero acabou ocupando o posto de Benício. Cercada de expectativas, a trama que contava a história de redenção do anti-herói Romero Rômulo (Nero) acabou decepcionando e tendo um nível muito aquém se comparado à Avenida Brasil.
Em maio de 2018, estreou Segundo Sol, cuja história da mocinha Luzia (Giovanna Antonelli) se cruzava com a de Beto Falcão (Emílio Dantas) e com a das vilãs Karola (Deborah Secco) e Laureta (Adriana Esteves). Apesar de ter se saído melhor na audiência e em recepção do público do que a trama anterior do autor, Segundo Sol foi irregular, inconstante e mal estruturada. Vendida a princípio como uma história sobre um cantor decadente (Emílio Dantas) que reencontrava a fama após ser dado como morto, a novela decepcionou ao apostar suas fichas no dramalhão da marisqueira Luzia (Antonelli). Papeis de coadjuvantes como Rosa (Letícia Colin) e Ícaro (Chay Suede) acabaram chamando muito mais atenção. Além, é claro, das vilanias da personagem de Adriana Esteves, que mais uma vez caiu nas graças do público com um papel mau e cômico.

### Olho Por Olho / Todas as Flores
Em 2019 teve a sinopse de Olho por Olho aprovada pela direção de dramaturgia da Globo e o elenco começou a ser escalado contando com os nomes de Tony Ramos, Glória Pires, Miguel Falabella, Vera Fischer, Eliane Giardini e etc. Contudo, por conta da pandemia de COVID-19 que assolou o mundo em 2020, a pré-produção da novela foi pausada.
Em março de 2022, foi anunciado que a novela seria remanejada para o Globoplay, serviço de streaming da Rede Globo e que sua história passaria por alguns reajustes, como cortes de personagens e núcleos. Seu nome também foi trocado, deixando de ser chamada de Olho por Olho para Todas as Flores.
Muitos dos nomes originalmente pensados também foram substituídos. Tony Ramos, Eliane Giardini e Glória Pires deram lugar à Fábio Assunção, Mariana Nunes e Regina Casé, o que ocasionou numa mudança na sinopse da novela para readequar as idades dos personagens aos novos perfis escolhidos. Casé também interpretaria a primeira vilã de sua carreira ao dar vida à Zoé, uma mulher amoral e sem escrúpulos que não mede esforços para alcançar seus objetivos. Ela compartilharia as vilanias da trama com Vanessa (Letícia Colin), sua filha mimada e igualmente ruim, que perseguiria a irmã Maíra (Sophie Charlotte), uma mocinha deficiente visual que se envolveria com Rafael (Humberto Carrão), o atual namorado de Vanessa.
Ligado ao plot central de Maíra, Zoé e Vanessa, Todas as Flores contou com a história de Diego (Nicolas Prattes), um garçom que é vítima das armações Luís Felipe (Cássio Gabus Mendes) e, depois de sair da cadeia, se envolve com a esposa (Naruna Costa) e a filha (Yara Charry) daquele homem para se vingar. Na prisão, Diego se alia ao criminoso Samsa (Ângelo Antônio), que vivia um relacionamento ardente com Débora (Bárbara Reis), uma femme fatale perigosa e sedutora.
Com uma história intrigante, Todas as Flores chamou imediatamente a atenção do público e se tornou um sucesso na plataforma. No entanto, a segunda parte da novela recebeu muitas críticas por suas incoerências. No saldo geral, foi mais uma trama do autor que pecou por falta de um desenvolvimento mais coeso e completo.

### Nova chance
Em entrevista ao jornalista Tiago Coelho publicada em setembro de 2023, João Emanuel Carneiro revelou estar escrevendo uma nova sinopse para o horário nobre sobre duas mulheres que nasceram no mesmo dia, com previsão de estreia para o segundo semestre de 2024. Pouco mais de um mês, novos detalhes revelaram que a obra terá duas chefs de cozinha que rivalizam e que um dos núcleos será ambientado num resort. A ação da novela será parcialmente centrada no Rio de Janeiro, com direção artística de Carlos Araújo.
Mania de Você vai contar a história de Viola, que após ir morar em Angra do Reis com seu marido, o inescrupuloso Mavi, se tornará amiga de Luna, uma rica estudante de gastronomia e apaixonada por Franco, com quem Viola acaba se envolvendo após uma desilusão no casamento. No entanto, uma série de reviravoltas causadas pela crescente rivalidade entre as duas mulheres no mercado de trabalho faz com que elas se afastem.
Dez anos depois, Viola se torna uma chef de renome internacional enquanto Luna empobrece e decide pedir ajuda à amiga. Porém, sem nunca se esquecer das mágoas do passado e carregando o sentimento de que Viola está vivendo a vida que estava destinada a ela.
Taís Araújo está cotada para viver o papel de Viola, que de acordo com notícias divulgadas, carrega esse nome em homenagem à atriz norte-americana Viola Davis, de quem Taís é uma grande fã. Fábio Assunção também está cotado para a história, possivelmente defendendo um dos personagens centrais da novela.

### Vilãs
Carneiro criou vilãs antológicas na teledramaturgia brasileira.
A primeira delas foi Bárbara (Giovanna Antonelli), em 2004, em Da Cor do Pecado no horário das 19h.
Em 2006, Carolina Dieckmann deu vida a Leona Pasquim, em Cobras & Lagartos, também no horário das 19 horas.
Em 2008, após esses dois sucessos seguidos, João foi promovido ao horário das 21 horas com A Favorita e criou a psicopata Flora (Patricia Pillar), que ficou em segundo lugar em uma pesquisa do UOL TV, sobre a "pior vilã das novelas brasileiras".
João criou em 2012 a vilã Carmen Lúcia, a Carminha (Adriana Esteves) em Avenida Brasil, uma das principais antagonistas das telenovelas brasileiras.
Em 2015 Giovanna Antonelli voltou a dar vida a uma vilã de JEC, desta vez a ambiciosa e estelionatária Atena Terremolinos em A Regra do Jogo, novela das nove do autor, que sucedeu Babilônia.
Em 2018,  Adriana Esteves e Deborah Secco, interpretaram a dupla de principais vilãs da novela Segundo Sol. Na trama passada na Bahia, Deborah Secco interpretou a ambiciosa e manipuladora Karola, enquanto, Adriana Esteves interpretou a perigosa e cruel Laureta, uma mulher bem influente na sociedade baiana, e capaz de tudo para proteger seus interesses.
Em 2022, Regina Casé, Letícia Colin e Barabara Reis interpretaram as vilãs Zoé,Vanessa e Débora, respectivamente, em Todas as Flores. Foi a primeira vez que Casé interpretou uma vilã.
Em 2024, Adriana Esteves e  Mariana Ximenes, interpretaram as grandes vilãs Mércia e  Ísis em Mania de Você.

## Vida pessoal
Desde 2006 é casado com o ator Carmo Dalla Vecchia, com quem tem um filho, Pedro.

## Obras

### Novelas
| Título            | Ano  | Horário | Creditado como | Creditado como | Creditado como | Notas      | Emissora  |
| Título            | Ano  | Horário | Autor          | Colaborador    | Supervisor     | Notas      | Emissora  |
| ----------------- | ---- | ------- | -------------- | -------------- | -------------- | ---------- | --------- |
| Desejos de Mulher | 2002 | 19h     |                | Sim            |                | [ nota 1 ] | TV Globo  |
| Da Cor do Pecado  | 2004 | 19h     | Sim            |                |                | [ nota 2 ] | TV Globo  |
| Cobras & Lagartos | 2006 | 19h     | Sim            |                |                |            | TV Globo  |
| A Favorita        | 2008 | 20h     | Sim            |                |                |            | TV Globo  |
| Cama de Gato      | 2009 | 18h     |                |                | Sim            | [ nota 3 ] | TV Globo  |
| Avenida Brasil    | 2012 | 21h     | Sim            |                |                |            | TV Globo  |
| A Regra do Jogo   | 2015 | 21h     | Sim            |                |                |            | TV Globo  |
| Segundo Sol       | 2018 | 21h     | Sim            |                |                |            | TV Globo  |
| Todas as Flores   | 2022 | -       | Sim            |                |                |            | Globoplay |
| Mania de Você     | 2024 | 21h     | Sim            |                |                |            | TV Globo  |

### Minisséries e seriados
| Título       | Ano  | Creditado como | Creditado como           | Creditado como | Notas      | Emissora |
| Título       | Ano  | Autor          | Colaborador / Roteirista | Supervisor     | Notas      | Emissora |
| ------------ | ---- | -------------- | ------------------------ | -------------- | ---------- | -------- |
| A Muralha    | 2000 |                | Sim                      |                | [ nota 4 ] | TV Globo |
| Os Maias     | 2001 |                | Sim                      |                | [ nota 4 ] | TV Globo |
| Brava Gente  | 2003 |                | Sim                      |                | [ nota 5 ] | TV Globo |
| A Cura       | 2010 | Sim            |                          |                | [ nota 6 ] | TV Globo |
| Segunda Dama | 2014 |                |                          | Sim            | [ nota 7 ] | TV Globo |

### Cinema
| Título                      | Ano  | Creditado como | Creditado como | Creditado como | Notas          |
| Título                      | Ano  | Autor          | Adaptação      | Diretor        | Notas          |
| --------------------------- | ---- | -------------- | -------------- | -------------- | -------------- |
| Zero a Zero                 | 1991 | Sim            |                | Sim            | Curta-metragem |
| Pão de Açúcar               | 1994 |                |                | Sim            |                |
| Central do Brasil           | 1998 | Sim            |                |                |                |
| O Primeiro Dia              | 1998 | Sim            |                |                |                |
| Orfeu                       | 1999 |                | Sim            |                |                |
| Castelo Rá-Tim-Bum, o Filme | 1999 |                | Sim            |                |                |
| Bem-Vindos ao Paraíso       | 1999 |                | Sim            |                | Curta-metragem |
| Cronicamente Inviável       | 2000 |                | Sim            |                |                |
| A Partilha                  | 2001 | Sim            |                |                |                |
| Um Crime Nobre              | 2001 |                | Sim            |                |                |
| Seja o que Deus Quiser!     | 2002 |                | Sim            |                |                |
| Deus É Brasileiro           | 2003 |                | Sim            |                |                |
| Cristina Quer Casar         | 2003 | Sim            |                |                |                |
| A Dona da História          | 2004 | Sim            |                |                |                |

## Filmografia

### Televisão
| Ano  | Título    | Personagem |
| ---- | --------- | ---------- |
| 2023 | Vai Na Fé | Ele mesmo  |

## Prêmios e indicações
| Ano  | Premiação                              | Categoria                | Trabalho               | Resultado |
| ---- | -------------------------------------- | ------------------------ | ---------------------- | --------- |
| 1998 | Prêmio Estação Botafogo                | Roteirista do Ano        | Central do Brasil      | Venceu    |
| 1998 | Satellite Awards                       | Melhor Roteiro Original  | Central do Brasil      | Indicado  |
| 1999 | Prêmio Guarani de Cinema Brasileiro    | Melhor Roteiro           | Central do Brasil      | Venceu    |
| 2004 | Prêmio APCA                            | Melhor Revelação         | Da Cor do Pecado       | Venceu    |
| 2005 | Prêmio Contigo! de TV                  | Melhor Autor             | Da Cor do Pecado       | Indicado  |
| 2008 | Prêmio Extra de Televisão              | Melhor Novela            | A Favorita             | Venceu    |
| 2008 | Prêmio Faz Diferença do jornal O Globo | Revista da TV            | A Favorita             | Venceu    |
| 2008 | Prêmio Quem de Televisão               | Melhor Autor             | A Favorita             | Venceu    |
| 2008 | Prêmio APCA                            | Melhor Novela            | A Favorita             | Venceu    |
| 2009 | Prêmio Qualidade Brasil                | Melhor Novela            | A Favorita             | Venceu    |
| 2009 | Prêmio Qualidade Brasil                | Melhor Autor             | A Favorita             | Venceu    |
| 2009 | Prêmio Contigo! de TV                  | Melhor Novela            | A Favorita             | Venceu    |
| 2009 | Prêmio Contigo! de TV                  | Melhor Autor             | A Favorita             | Venceu    |
| 2009 | Troféu Imprensa                        | Melhor Novela            | A Favorita             | Venceu    |
| 2009 | Troféu Internet                        | Melhor Novela            | A Favorita             | Venceu    |
| 2012 | Prêmio Extra de Televisão              | Melhor Novela            | Avenida Brasil         | Venceu    |
| 2012 | Prêmio APCA                            | Grande Prêmio da Crítica | Avenida Brasil         | Venceu    |
| 2012 | Prêmio Quem de Televisão               | Melhor Autor             | Avenida Brasil         | Venceu    |
| 2013 | Troféu Imprensa                        | Melhor Novela            | Avenida Brasil         | Venceu    |
| 2013 | Troféu Internet                        | Melhor Novela            | Avenida Brasil         | Venceu    |
| 2013 | Prêmio Contigo! de TV                  | Melhor Novela            | Avenida Brasil         | Venceu    |
| 2013 | Prêmio Contigo! de TV                  | Melhor Autor             | Avenida Brasil         | Venceu    |
| 2013 | Prémio Emmy Internacional              | Melhor Telenovela        | Avenida Brasil         | Indicado  |
| 2015 | Prêmio Extra de Televisão              | Melhor Novela            | A Regra do Jogo        | Indicado  |
| 2016 | Troféu Internet                        | Melhor Novela            | A Regra do Jogo        | Indicado  |
| 2016 | Emmy Internacional                     | Melhor Novela            | A Regra do Jogo        | Indicado  |
| 2016 | Prêmio Guarani de Cinema Brasileiro    | Melhor Roteiro Adaptado  | Chatô, o Rei do Brasil | Venceu    |
| 2018 | Prêmio Extra de Televisão              | Melhor Novela            | Segundo Sol            | Indicado  |
| 2018 | Prêmio Contigoǃ Online                 | Melhor Novela            | Segundo Sol            | Indicado  |
| 2019 | Troféu Imprensa                        | Melhor Novela            | Segundo Sol            | Indicado  |
| 2019 | Troféu Internet                        | Melhor Novela            | Segundo Sol            | Venceu    |
| 2022 | Prêmio APCA de Televisão               | Melhor Novela            | Todas as Flores        | Indicado  |
| 2022 | Prêmio Faz Diferença - O Globo         | Destaque da TV           | Todas as Flores        | Indicado  |
| 2023 | Melhores do Ano                        | Melhor Novela            | Todas as Flores        | Indicado  |
| 2023 | Prêmio APCA de Televisão               | Melhor Novela            | Todas as Flores        | Indicado  |
| 2024 | Rose d'Or                              | Melhor Telenovela        | Todas as Flores        | Venceu    |